# Lan He (vattendrag i Kina, Liaoning)
Lan He (kinesiska: 兰河) är ett vattendrag i Kina. Det ligger i provinsen Liaoning, i den nordöstra delen av landet, omkring 68 kilometer söder om provinshuvudstaden Shenyang.
Genomsnittlig årsnederbörd är 1 100 millimeter. Den regnigaste månaden är juli, med i genomsnitt 274 mm nederbörd, och den torraste är januari, med 11 mm nederbörd.